# Heinrich Breitinger

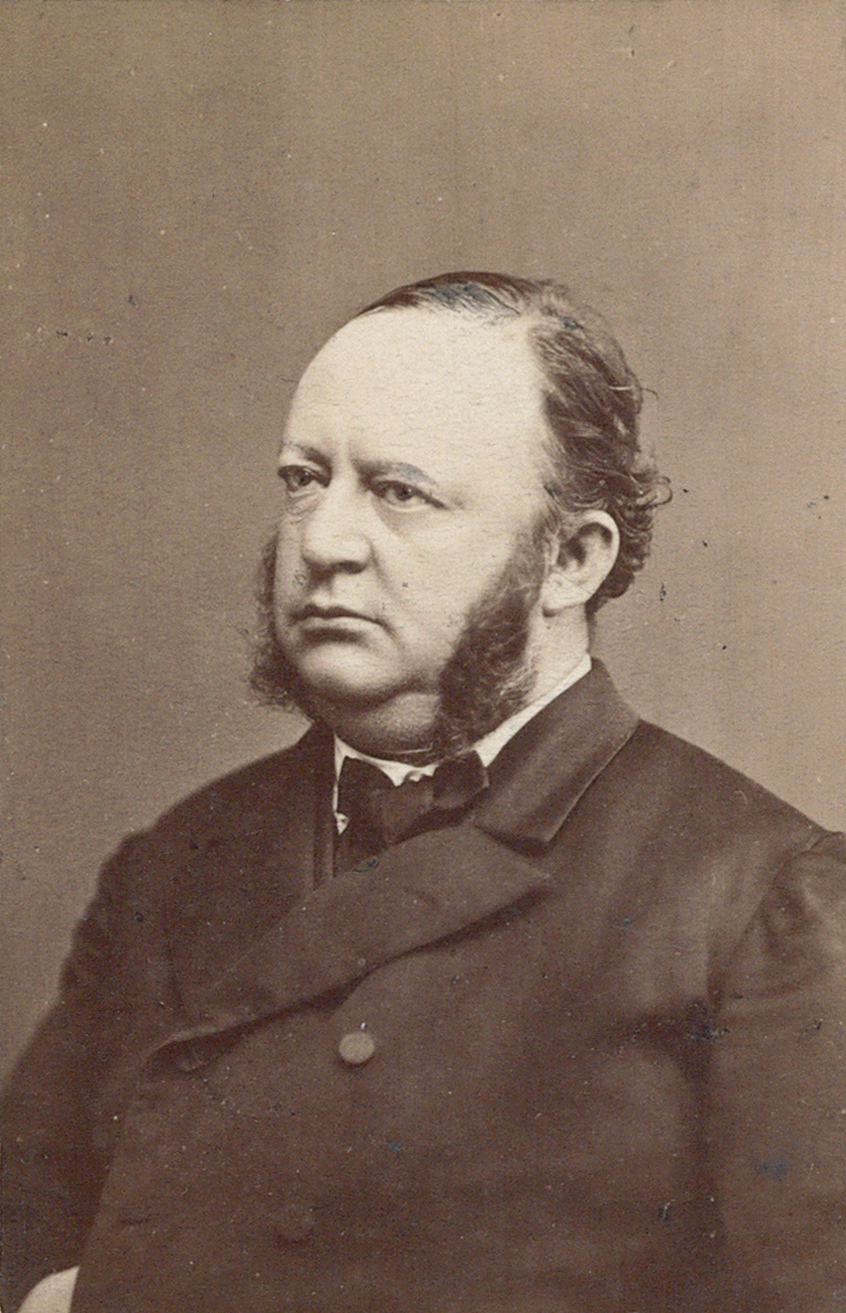
Heinrich Breitlinger

Heinrich Breitinger (* 11. März 1832 in Ellikon an der Thur; † 2. März 1889 in Zürich) war ein Schweizer Literaturhistoriker und Philologe.

## Leben
Heinrich Breitinger war das letzte Mitglied der Familie Breitinger, die auf Johann Jakob Breitinger zurückgeht, und wurde am 11. März 1832 als Sohn des Pfarrers Johann Heinrich Breitinger in Ellikon geboren. Ab 1844 besuchte er ein Gymnasium in seiner Heimatstadt, doch wechselte er bereits vier Jahre später zu einer Schule in Erlangen, weil er in Zürich nicht mit dem Unterricht klarkam. Anschliessend studierte er Medizin, verletzte sich jedoch seine rechte Hand bei einem Duell, sodass er das Studium abbrach und die neueren Sprachen studierte. Die Zeit verbrachte er in Zürich, Basel, Lausanne und London, 1857 schliesslich wurde er Lehrer an der Kantonsschule in Frauenfeld für die französische sowie für die englische Sprache. 19 Jahre später wurde er zum ordentlichen Professor der neueren Sprachen an die Universität Zürich berufen. Dort unterrichtete er bis zu seinem Tode am 2. März 1889 im Alter von 56 Jahren.
Neben Englisch und Französisch beherrschte Breitinger die italienische Sprache auf gutem Niveau. Auch beteiligte er sich an der Allgemeinen Deutschen Biographie mit drei Artikeln.

## Veröffentlichungen
- Aphorismen zur französischen Grammatik (Frauenfeld 1861)
- Die französischen Uebersetzer der Alten im 16. Jahrhundert (Frauenfeld 1865)
- Die französischen Grammatiker bis Vaugelas (Frauenfeld 1867)
- Uebersetzung von Mármols Amalia (drei Bände; Jena 1873)
- Uebersetzungen aus Petronius (Stuttgart 1874)
- Der Salon Rambouillet (Frauenfeld 1874)
- Die Vermittler des deutschen Geistes in Frankreich (Zürich 1876)
- Les trois unités d’Aristote (Genf 1879)
- Aus neueren Litteraturen (Zürich 1879)